# Ludmila Erofeeva
Ludmila Vasilevna Erofeeva (în rusă Людмила Васильевна Ерофеева; n. 13 septembrie 1937, Kalinin, RSFS Rusă, URSS – d. 11 martie 2003, Chișinău, Republica Moldova) a fost o cântăreață de operă (soprană) din Republica Moldova, originară din Rusia.
A absolvit Școala de muzică pentru copii „Musorgski” (în 1951) și Școala de muzică din Kalinin, actualmente Tver (1951–1955), cât și Institutul Muzical Pedagogic „Gnesin”⁠(d) din Moscova (1955–1960) la profesorii N. Verbova și O. Fiodorovskaia-Slavinskaia.
Din 1960 și până la destrămarea Uniunii Sovietice (1989), a fost solistă a Operei Naționale din Chișinău. Printre rolurile jucate se numără:
- Marfa în Mireasa țarului⁠(d) de Nikolai Andreievici Rimski-Korsakov;
- Rozina în Bărbierul din Sevilla de Gioachino Rossini;
- Margareta în Faust de Charles Gounod;
- Iolanta în Iolanta⁠(d) de Piotr Ilici Ceaikovski;
- Prilepa în Dama de pică, idem;
- Violetta în Traviata de Giuseppe Verdi;
- Desdemona în Otello, idem;
- Leonora în Trubadurul, idem;
- Adele în Liliacul de Johann Strauss;
- Arsena în Voievodul țiganilor, idem.

Erofeeva a interpretat și lucrări ale compozitorilor autohtoni Ștefan Neaga, Eugen Coca, A. Stârcea, V. Rotaru ș.a. A întreprins turnee artistice în Marea Britanie, Egipt, Bulgaria și alte țări, a cântat în mai multe teatre ale Uniunii Sovietice, mai ales în orașul său natal Tver.
A primit titlurile de Artistă Emerită a RSSM (1963), Artistă a Poporului din RSSM (1967), Artistă a Poporului din URSS (1976), cât și Ordinul „Insigna de Onoare”.
Ludmila a murit la Chișinău la 11 martie 2003. A fost înmormântată la Cimitirul Armenesc.